# Romola (pel·lícula de 1924)

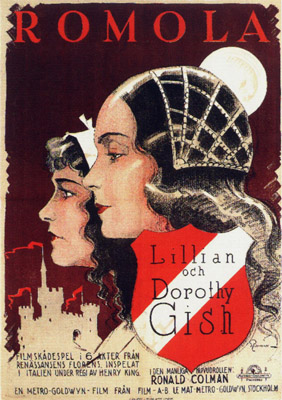
Pòster de la pel·lícula

Romola és una pel·lícula dirigida per Henry King i protagonitzada per Lillian Gish i Dorothy Gish. Va ser la darrera pel·lícula en què les dues germanes van actuar juntes. Basada en la novel·la homònima de George Eliot, es va estrenar, després d'una prémiere el 6 de desembre de 1924, el 20 d'agost de 1925. Els intertítols han estat traduïts al català.

## Argument
En l'època del Renaixement, Baldassare Calvo, un erudit grec, i el seu fill adoptiu Tito es dirigeixen a Itàlia amb vaixell quan són atacats pels pirates. Calvo dona al seu fill joies i el seu anell per signar documents i li mana que s'escapi nedant i que un cop a terra ferma vengui les joies per pagar el seu rescat. Tito es dirigeix a Florència, allà s'oblida de Calvo i es guanya les simpaties d'un vell savi italià que creu que pot ser el continuador de la seva recerca. Aquest té una filla, Romola, i davant de la insistència el pare es casa amb Tito tot i que no l'estima. Amb l'ajut de Spini, un aventurer, quan els Medici són expulsats de la ciutat aconsegueix ser nomenat cap de la magistratura. Un cop al poder esdevé ràpidament molt impopular entre la gent: ven els llibres sagrats del pare de Romola, es casa fraudulentament amb Tessa, una camperola, i condemna a mort Savonarola. Tot això provoca que la multitud, entre la qual es troba el seu padrastre, s'abraoni sobre seu i el llenci al riu on s'ofega. Romola troba Tessa i el seu fill i té cura d'ells i acaba trobant la felicitat amb Carlo, un escultor que sempre ha estat al seu costat.

## Repartiment
- Lillian Gish (Romola)
- Dorothy Gish (Tessa)
- William Powell (Tito Melema)
- Ronald Colman (Carlo Bucellini)
- Charles lane (Baldassare Calvo)
- Herbert Grimwood (Girolamo Savonarola)
- Bonaventura Ibáñez (Bardo Bardi)
- Frank Puglia (Adolfo Spini)
- Amelia Summerville (Brigida)
- Tina renaldi (Monna Ghita)
- Duilio Mucci (Nello)
- Angela Scatigna (Bratti)
- Ugo Uccellini (bisbe de Nemours)
- Alfredo Martinelli (capità del vaixell)
- Attilo Deodati (Tomaso)

## Producció
La pel·lícula es va rodar després del gran èxit de The White Sister (1923) i per això Henry King va repetir com a director i Ronald Colman com a enamorat de la protagonista. També les localitzacions van ser de nou a Itàlia, amb escenes filamdes a la Catedral, al Ponte Vecchio i a la Piazza della Signoria. També van intervenir-hi molts dels tècnics italians ja contractats en l'anterior pel·lícula. La relació entre l'actriu i el director es va anar deteriorant a mesura que avançava el rodatge i Gish va suposar la darrera col·laboració entre els dos. El rodatge va començar el novembre de 1923 i tot i que es preveia finalitzar-lo al gener es va endarrerir per diferents circumstàncies com la constant pluja o el fet d'haver de proveir completament l'estudi de rodatge. En una de les escenes del clímax de la pel·lícula Dorothy Gish s'havia de submergir en l'Arno, cosa que va ser impossible d'aconseguir i l'escena es va acabar filmant mesos després a Long Island amb l'ajuda d'un submarinista que arrossegava Dorothy cap al fons.